# Cusanuswerk
Die Bischöfliche Studienförderung Cusanuswerk ist das Begabtenförderungswerk der Römisch-katholischen Kirche in Deutschland im Rahmen staatlicher Begabtenförderung. 
Zweck des Vereins ist laut Satzung „die ideelle und materielle Förderung begabter katholischer Studenten und Studentinnen aller Fakultäten der deutschen wissenschaftlichen Hochschulen sowie der sich daraus ergebenden Verbindungen.“
Gemäß Leitbild des Cusanuswerks sollen die Geförderten dazu „befähigt werden, ihre Talente und ihr Gestaltungsvermögen in christlicher Verantwortung dort einzubringen, wo die Zukunft des Gemeinwesens entschieden wird: in Staat, Gesellschaft und Familie, Wissenschaft und Kirche, Wirtschaft, Kultur und Medien.“ Gefördert werden Studierende, Promovierende und Auszubildende, „die ihren christlichen Glauben leben, in ausgeprägtem Verantwortungsbewusstsein für das Gemeinwohl handeln und hervorragende akademische bzw. fachliche Leistungen erwarten lassen.“
Das Cusanuswerk hat seinen Sitz in Bonn und ist eines von 13 Begabtenförderungswerken in der Bundesrepublik Deutschland.

## Geschichte
Die Gründung des Cusanuswerks im November 1955 vollzog sich in der bischöflichen Bestellung eines Leiters, des ehemaligen Tübinger Studentenpfarrers und damaligen Stuttgarter Stadtpfarrers Bernhard Hanssler. Dieser trat die Stelle zum 1. Januar 1956 an. Die Eintragung in das Vereinsregister des Amtsgerichts Bonn erfolgte im August 1958.
Mit staatlichen, kirchlichen und privaten Zuwendungen hat das Cusanuswerk seitdem rund 10.000 katholische Studierende und Promovierende finanziell und ideell gefördert.
Namenspatron ist der Universalgelehrte Nikolaus von Kues
(1401–1464).
Seit 2002 wird das Cusanuswerk durch die Stiftung Begabtenförderung Cusanuswerk finanziell unterstützt. Seit Oktober 2011 wird das Cusanuswerk von Georg Braungart geleitet.
Weihbischof Christoph Hegge, Münster, ist seit 2013 Beauftragter der Deutschen Bischofskonferenz für das Cusanuswerk.

## Bewerbung und Förderung
Nach eigenen Angaben fördert das Cusanuswerk mit staatlichen, kirchlichen und privaten Zuwendungen aktuell rund 2.400 herausragend begabte katholische Auszubildende, Studierende und Promovierende – ideell und finanziell.

### Bewerbung
Zur Aufnahme in die Förderung wird der Bewerber in der Regel von seiner Schule, von einem Hochschuldozenten oder von ehemaligen Stipendiaten vorgeschlagen. Gleichberechtigt ist eine Selbstbewerbung möglich. Die Auswahl erfolgt in einem mehrstufigen Auswahlverfahren. Im Auswahlverfahren werden vor allem die fachliche Leistung und das ehrenamtliche Engagement berücksichtigt. Die Aufnahme ins Cusanuswerk ist bereits zum Antritt des ersten Fachsemesters an der Universität, Fachhochschule, Kunstakademie oder Musikhochschule möglich. Bewerber der Studienförderung müssen zum Zeitpunkt der Bewerbung noch fünf Semester Regelstudienzeit oder alternativ einen ganzen Masterstudiengang vor sich haben. Alternativ ist auch die Förderung einer Promotion unabhängig von der vorherigen Mitgliedschaft im Cusanuswerk möglich.

### Finanzielle Förderung
Die finanzielle Förderung richtet sich nach den Richtlinien, die vom Bundesministerium für Bildung und Forschung festgelegt werden. In der Studienförderung besteht die finanzielle Unterstützung aus der „Studienkostenpauschale“ und einem monatlichen Stipendium. Ähnlich wie beim BAföG (Bundesausbildungsförderungsgesetz) erfolgt die Berechnung des Stipendiums nach dem Einkommen und Vermögen des Stipendiaten, der Eltern und ggf. der Ehepartnerin oder des Ehepartners. In der Promotionsförderung dagegen werden die Stipendiaten unabhängig vom Einkommen der Eltern gefördert. Zusätzlich können Familienzuschlag und Kinderbetreuungszuschlag beantragt werden. Für Stipendiaten können bei Studien im Ausland Auslandszulagen gewährt sowie Reisekosten und Studiengebühren ersetzt werden.

### Ideelle Förderung
Die Förderung umfasst nicht nur finanzielle Zuwendungen, sondern auch regelmäßig stattfindende Bildungsveranstaltungen, ein geistliches Programm sowie eine Jahrestagung.
Während ihres Studiums bilden die Stipendiaten in den Hochschulorten eigene Gruppen und haben dort Vertrauensdozenten als Ansprechpartner. Besonderer Wert wird auf soziales Engagement und auf den Erwerb von Auslandserfahrungen gelegt. Zweimal im Jahr treffen sich die Sprecher der Hochschulgruppen auf der Cusanuskonferenz.
Im Rahmen der Künstlerförderung veranstaltet das Cusanuswerk jährlich eine Auswahlausstellung mit Werken der Bewerber. Eine weitere Besonderheit der Künstlerförderung ist die Vergabe des weiterführenden Georg-Meistermann-Stipendiums an Absolventen.
Das Cusanuswerk bietet zudem ein Karriereförderprogramm für Stipendiatinnen aller dreizehn Begabtenförderungswerke an. Im Rahmen des Programms „Talente sichern – Zukunft gestalten“ werden begabte junge Frauen dabei als Mentees von Führungskräften in einem Zeitraum von 18 Monaten bei ihrem beruflichen Werdegang als Nachwuchskräfte beratend begleitet und unterstützt. In programmbegleitenden Seminaren werden die besonderen Anforderungen an Führungsaufgaben und die damit verbundenen beruflichen und privaten Herausforderungen trainiert und reflektiert.
Nach der Förderung können sich ehemalige Stipendiaten als „Altcusaner“ an diversen Programmpunkten wie beispielsweise den Fachschaftstagungen des Cusanuswerks beteiligen; sie sind vertreten im gewählten Altcusanerrat und bilden ein großes Netzwerk.

## Cusanushaus Mehlem
Im März 2012 wurde das Cusanushaus in Bonn-Mehlem auf Initiative des damaligen Geistlichen Rektors Siegfried Kleymann eröffnet. In diesem geistlichen Studienhaus werden regelmäßig „Ora et labora“-Wochen angeboten: Stipendiaten können sich dort zu einer ungestörten Studienzeit zurückziehen. Durch den strukturierten Zeitplan, das gemeinsame Studium in einem Arbeitsraum und das Fehlen von äußeren Ablenkungen kann ein konzentriertes Arbeiten an dem jeweiligen Studienprojekt gefördert werden. Der geistliche Rahmen (Morgengebet, Abendgottesdienst) hilft dabei, die Bedeutung der Arbeit als gegenwärtige Lebensaufgabe neu zu erkennen, und ermöglicht zugleich eine Distanz von der Arbeit. Darüber hinaus steht das Haus allen Stipendiaten für eine längere Studienzeit, etwa für den Zeitraum von einer bis vier Wochen, zur Verfügung. Damit erhalten eine größere Anzahl Studierender und Promovierender die Möglichkeit zum „Studieren und Beten“.
Seit 2019 wird das Cusanushaus Mehlem durch einen eigenen Stiftungsfonds der Stiftung Begabtenförderung Cusanuswerk langfristig unterstützt. Während der Corona-Pandemie wurde das Haus mit Arbeits-, Wohn- und Schlafräumen sowie Kapelle neugestaltet; seitdem hat hier auch das Geistliche Rektorat des Cusanuswerks seinen Sitz.

## Bekannte ehemalige Cusanusstipendiaten (sogenannte Altcusaner)
- Hans Michael Baumgartner, Hochschullehrer, Philosoph
- Theodor Berchem, Hochschullehrer, Romanist
- Albert Biesinger, Hochschullehrer, Theologe (Religionspädagoge)
- Adolf M. Birke, Hochschullehrer, Historiker
- Egon Boshof, Hochschullehrer, Historiker
- Bernhard Bueb, Autor, Pädagoge, Theologe
- Brun-Otto Bryde, ehemaliger Richter des Bundesverfassungsgerichts
- Franz Daschner, Hochschullehrer, Mediziner
- Christoph Degenhart, Hochschullehrer, Rechtswissenschaftler
- Markus A. Denzel, Hochschullehrer, Wirtschaftshistoriker
- Rudolf Dolzer, Hochschullehrer, Rechtswissenschaftler
- Karin Donhauser, Hochschullehrerin, Linguistin
- Mechthild Dreyer, Hochschullehrerin, Philosophin
- Michael F. Feldkamp, Historiker
- Herbert Frohnhofen, Hochschullehrer, Theologe
- Hansjürgen Garstka, Hochschullehrer, Rechtswissenschaftler
- Ulrike Gote, Berliner Gesundheits- und Wissenschaftssenatorin (Grüne)
- Thomas Gottschalk, Radio- und Fernsehmoderator
- Dieter Grimm, Hochschullehrer, Rechtswissenschaftler, ehemaliger Richter des Bundesverfassungsgerichts
- Josef Gruber, Hochschullehrer, Wirtschaftswissenschaften
- Joachim Hake, Direktor der Katholischen Akademie in Berlin
- Winfried Hassemer, Hochschullehrer, Rechtswissenschaftler, ehemaliger Richter des Bundesverfassungsgerichts
- Marianne Heimbach-Steins, Hochschullehrerin
- Brigitta Helbig-Mischewski, Hochschullehrerin, Polonistin und Schriftstellerin
- Florian Herrmann, Rechtsanwalt, Mitglied des Bayerischen Landtags
- Wolfgang A. Herrmann, Hochschullehrer, ehemaliger Präsident der Technischen Universität München, Hochschulreformer
- Rudolf Hickel, Hochschullehrer, Wirtschaftswissenschaften, ehemaliger Direktor des Institut Arbeit und Wirtschaft
- Bernhard Irrgang, Hochschullehrer, Technikphilosoph und Ethiker
- Willi Jäger, Hochschullehrer, Mathematiker
- Alexandra Kertz-Welzel, Hochschullehrerin, Musikpädagogin
- Paul Kirchhof, Hochschullehrer, Rechtswissenschaftler, ehemaliger Richter des Bundesverfassungsgerichts
- Wilhelm Kierdorf, Hochschullehrer, Altphilologe
- Christoph Klein, Kinderarzt und Hochschullehrer
- Winfried Kohnen. Hochschullehrer, Mathematiker
- Charlotte Kreuter-Kirchhof, Hochschullehrerin, Mitglied des Vatikanischen Wirtschaftsrates
- Maria Ladenburger, Medizinstudentin
- Oskar Lafontaine, ehemaliger Bundesvorsitzender der SPD, ehemaliger saarländischer Ministerpräsident, Mitglied des Deutschen Bundestages (Fraktion DIE LINKE.)
- Norbert Lammert, ehemaliges Mitglied des Deutschen Bundestages, von 2005 bis 2017 Bundestagspräsident
- Johannes Laudage, Hochschullehrer, Historiker
- Johannes Masing, Hochschullehrer, Rechtswissenschaftler, ehemaliger Richter des Bundesverfassungsgerichts
- Otwin Massing, Hochschullehrer, Politikwissenschaftler und Soziologe
- Michael Matheus, Hochschullehrer
- Thomas Matussek, ehemaliger deutscher Ständiger Vertreter bei den Vereinten Nationen
- Pauline M’Barek, Künstlerin
- Martin Ney, deutscher Diplomat
- Ursula Nothelle-Wildfeuer, Hochschullehrerin, Sozialethikerin
- Hermann Pünder, Hochschullehrer, Rechtswissenschaftler
- Heinz Riesenhuber, ehemaliger Bundesminister für Forschung und Technologie
- Johannes Ring, Dermatologe und Hochschullehrer
- Lothar Schäfer, Hochschullehrer, Philosoph
- Rupert Maria Scheule, Hochschullehrer, Moraltheologe
- Anton Schindling, Hochschullehrer, Historiker
- Ludwig Schmugge, Hochschullehrer, Historiker
- Klaus Scholtissek, Hochschullehrer, Theologe
- Ferdi Schüth, Hochschullehrer, anorganischer Chemiker
- Meinolf Schumacher, Hochschullehrer, Germanist
- Hans Tietmeyer, Präsident i. R. der Deutschen Bundesbank[29]
- Markus Tomberg, Hochschullehrer, Theologe (Religionspädagoge)
- Sarah Spitzer, Hochschullehrerin
- Harald Walach, Hochschullehrer, Psychologe, Wissenschaftshistoriker
- Berthold Wald, Hochschullehrer, Philosoph
- Gregor Weber, Hochschullehrer, Althistoriker
- Siegfried Weichlein, Hochschullehrer, Historiker
- Armin G. Wildfeuer, Hochschullehrer, Philosoph
- Christiane Woopen, Medizinethikerin, Vorsitzende des Europäischen Ethikrats (EGE)
- Burkard Zapff, Hochschullehrer, Theologe
- Markus Zimmermann, Bildhauer
- Franz-Christoph Zeitler, Hochschullehrer, Rechtswissenschaftler, Vizepräsident der Deutschen Bundesbank
- Florian Bien, Professor für globales Wirtschaftsrecht